# Minowa
Minowa (箕輪町, Minowa-machi) est un bourg du district de Kamiina, dans la préfecture de Nagano au Japon.

## Géographie

### Situation
Minowa est situé dans la vallée d'Ina, dans le centre de la préfecture de Nagano, bordé au nord par les monts Kiso.

### Municipalités limitrophes
| Tatsuno      | Tatsuno      | Suwa |
| Tatsuno      | Minowa       | Ina  |
| Minamiminowa | Minamiminowa | Ina  |

### Démographie
Au 1er février 2015, la population de Minowa s'élevait à 25 638 habitants répartis sur une superficie de 85,91 km2. Au 1er avril 2024, elle était estimée à 24 378 habitants.

### Hydrographie
Le bourg est traversé par le fleuve Tenryū du nord au sud.

## Histoire
Le bourg de Minowa est créé le 1er janvier 1955 de la fusion des anciens villages de Nakaminowa, Minowa et Higashiminowa.

## Transports
La ville est desservie par la ligne Iida de la JR Central.